# Lomaspilis hortulata
Lomaspilis hortulata är en fjärilsart som beskrevs av Sulzer 1761. Lomaspilis hortulata ingår i släktet Lomaspilis och familjen mätare. Inga underarter finns listade i Catalogue of Life.